# 双颌前突
双颌前突（bimaxillary protrusion）又称上下颌前突、突颌畸形，俗称哨牙、齙牙、暴牙、突嘴、鸟嘴畸形等，是上下门齿及上下颌骨向前突出，放松状态下上下唇多不能自然闭合，笑时牙龈大量外露，为一种容貌特征。从正面观察开唇露齿，鼻唇沟较深，从侧面观察面部轮廓线于唇部过分向前突出，形成">"形外观。严重者因牙齿长期暴露而出现变黑、变黄甚至干裂。
这一特征多认为与遗传和先天因素有关，但儿童期不显性，青少年期开始表现，随着生长发育逐渐明显，成年期基本稳定，中年后由于软组织和萎缩前突往往更加显著。
单纯双颌前突不是一种病症，不需要治疗。但很多人认为这种脸型不美观而寻求治疗。如能在生长发育期及早发现在一特征，则可通过诱导发育的方法治疗。成年后只能通过牙齿正畸和截骨整形进行治疗。两种方法都需要拔除部分牙齿，牙齿正畸简单易行创伤小，但只能改变牙齿的方向和排列，并有可能造成牙齿松动和提前脱落。截骨整形截除部分上下颌骨，同时可以不同方向移动牙齿，从根本上一次性改善外观。缺点是需要手术。